# Bárður Björnsson
Bárður Björnsson (n. 860) fue un vikingo y bóndi de Bakkárholt, Arnarbæli, Árnessýsla en Islandia. Era hijo del colono noruego Björn Helgason (n. 840) de Sogn. Es un personaje de la saga de Reykdæla ok Víga-Skútu, y la saga de Njál.